# UaRpa
Науково-технічна компанія «UA.RPA» — українська агенція з перспективних науково-технічних розробок військової сфери. Одним із виробничих підрозділів агенції є компанія UaRms (розробка та виробництво засобів захисту).

## Історія
В кінці липня 2017 року компанія поставила Міністерству оборони України першу партію балістичних масок.
Компанія бере активну участь у дослідженнях Промислово-дорадчої групи НАТО (NIAG).

## Напрями діяльності

### Оптика та лазерні технології
- Лазерні далекоміри
- Лазерні системи виявлення снайперів
- Модернізація лазерних далекомірів ЛПР-1
- Модернізація пристроїв нічного бачення для бронетехніки

### Індивідуальний захист
- Шоломи кевларові кулезахисні «ТОР», «ТОР-Д» та «ТОР-БТ»[3]
- ультралегкий карбоновий шолом TOR-D-с (BUMP)[4]
- Окуляри-маски захисні балістичні «Тревікс»

### Індивідуальне оснащення
- Портативна УКХ радіостанція
- Система індивідуального обігріву під бронежилет

### Тренажери
- Інтерактивний лазерний комплекс для тренувань зі стрільби
- Клас передпілотної тактичної підготовки льотчиків

## Керівництво
- адмірал запасу Кабаненко Ігор Васильович - засновник